# Clearfield (Iowa)
Clearfield è un comune degli Stati Uniti d'America, situato nello Stato dell'Iowa, diviso tra la contea di Taylor e la contea di Ringgold.